# Erle Cox
Erle Cox (Emerald Hill, 15 agosto 1873 – Elsternwick, 20 novembre 1950) è stato un giornalista e scrittore di fantascienza australiano.

## Biografia e carriera
Erle Cox era figlio di Ross Cox, un immigrato dublinese che aveva svolto i mestieri di insegnante, scrittore part-time e ispettore scolastico, e di un'australiana, Mary Haskell, nativa di Melbourne.
Da ragazzo fu educato alle Grammar Schools di Castlemaine e Melbourne; alcuni anni più tardi, trasferitosi a Launceston, in Tasmania, Cox cominciò a lavorare per conto di un'azienda che commerciava tabacco.
Il 24 dicembre 1901 sposò Mary Ellen Kilborn e andò a vivere con lei a Melbourne, dove fu agente mercantile; alcuni dei suoi primi scritti uscirono sul «Lone Hand Magazine», tra il 1908 e il 1909.
Nel 1918 vinse una gara che prevedeva la stesura di un epitaffio di quattro righe per un soldato caduto; nel 1921 fu accolto come articolista e recensore letterario da «The Argus», quotidiano di Melbourne, grazie ai suoi assidui contributi nella sezione The Passing Show.
A partire dal 1929 si impose anche come critico cinematografico, guadagnandosi l'ammirazione dei lettori e dell'industria filmica per il suo stile arguto e pungente, ricco di umorismo; nel 1946 passò al quotidiano «The Age».
Per la sua attività giornalistica si servì in diverse occasioni del nome d'arte The Chiel.
Cox è noto, tuttavia, soprattutto grazie al romanzo Out of the Silence, pubblicato a puntate su «The Argus» tra il 19 aprile e il 25 ottobre del 1919. Ambientato negli scenari rurali dell'Australia, esso comincia con la scoperta, da parte di un giovane, di un'enorme sfera che nasconde la cultura e la tecnologia di un'antica civiltà. La trama del romanzo si pone oggi come una rappresentazione quasi anticipatoria del dramma della selezione razziale, dettata dal mito di purezza.
Da quest'opera, ripubblicata in volume nel 1925, furono tratti, nel 1934, un fumetto edito da «The Argus» (120 episodi) e un dramma radiofonico.
Il libro presenta inoltre delle analogie col contemporaneo La principessa splendente (When the World Shook, 1919) di Haggard, e secondo alcuni avrebbe ispirato, anni dopo, il francese René Barjavel nella stesura del romanzo La notte dei tempi (La nuit des temps, 1968).
In seguito Cox pubblicò, lungo un analogo filone fantastico, altri due romanzi di un certo valore: Fool's Harvest, che uscì a puntate nel 1938 e in volume l'anno successivo, con l'aggiunta di due capitoli, e The Missing Angel (1947).